# Estadi Internacional d'Amman
L'Estadi Internacional d'Amman (àrab: ستاد عمان الدولي, Stād ʿAmmān ad-Duwalī) és un estadi esportiu de la ciutat d'Amman, Jordània. És usat principalment per al futbol, essent seu de la selecció nacional i del club Al-Faisaly. També ha estat usat pel Campionat Asiàtic d'Atletisme de 2007.

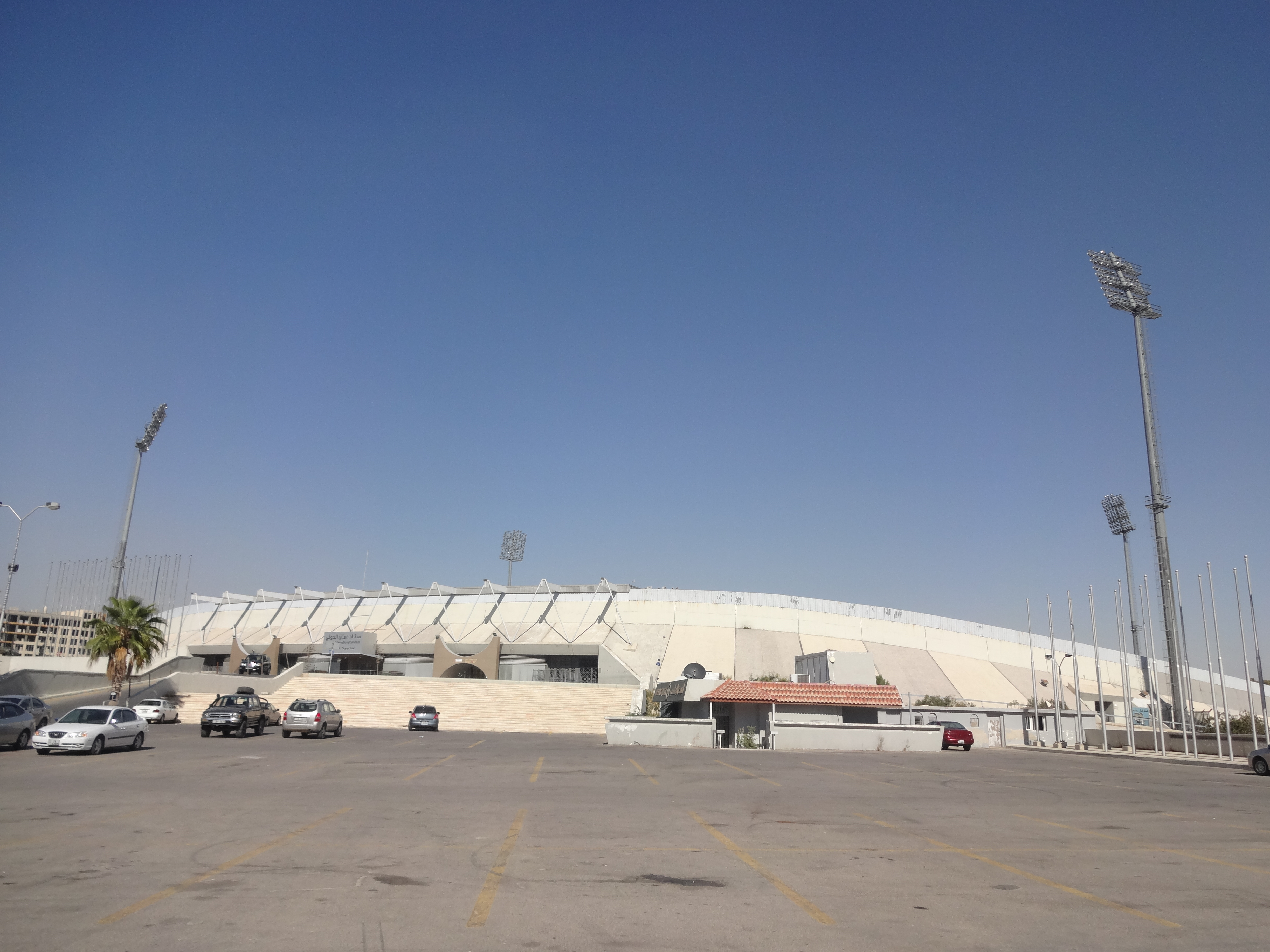
Vista estadi
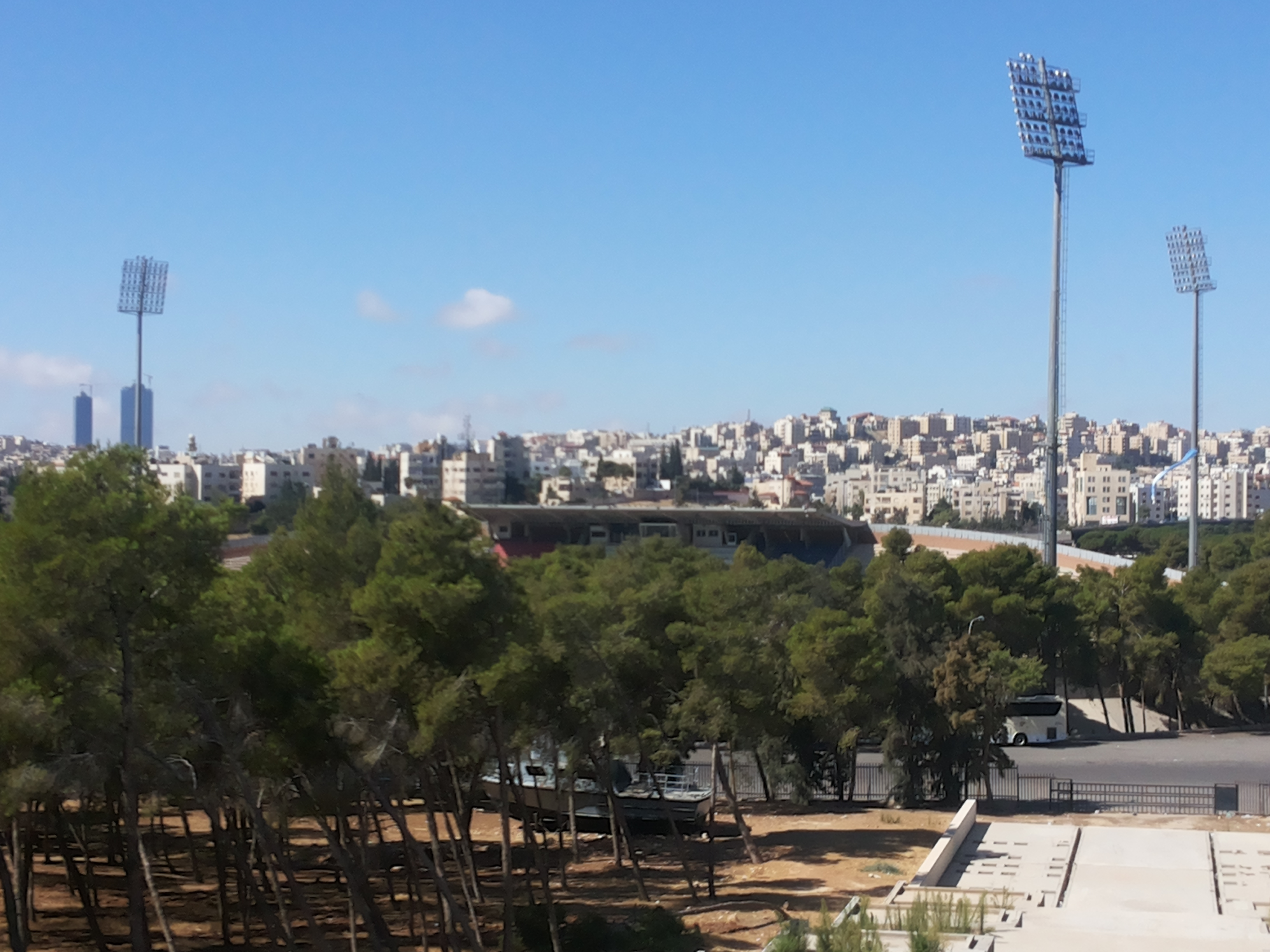
Vista estadi